# Квешеті
Квешеті (груз. ქვეშეთი) — село в Грузії.
За даними перепису населення 2014 року в селі проживає 257 осіб.